# A1 Steam Locomotive Trust

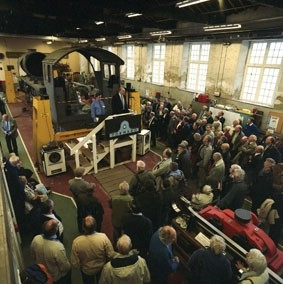
Fördermitglieder des Vereines betrachten die Lokomotive während des Jahrestreffens im Jahr 2004. Der Vereinsvorsitzende Mark Allatt erklärt die aktuellen Arbeiten.

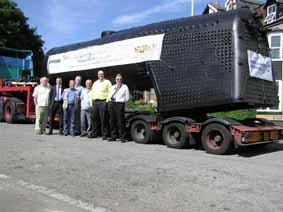
Ein Großteil des aktuellen Vereinsvorstandes vor dem gerade angelieferten
Kessel in der Nähe des Lokomotivwerks in Darlington (Darlington Locomotive Works) im Juli 2006.

Der A1 Steam Locomotive Trust ist ein britischer Verein, der aus Spendenmitteln eine Dampflokomotive vom Typ LNER-Klasse A1 Peppercorn baute und betreibt.

## Geschichte
Im Jahr 1990 traf sich eine Gruppe Geschäftsleute, die gleichzeitig Eisenbahnfans waren. Sie entschieden sich dazu, eine Dampflokomotive der LNER-Klasse A1 Peppercorn von Grund auf neu zu bauen. Die Lokomotive, das fünfzigste Exemplar ihrer Baureihe, sollte die Nummer 60163 und den Namen Tornado bekommen. Das Projekt wurde im November 1990 bei einem Treffen im Eisenbahninstitut in York öffentlich gestartet. Es folgten weitere Präsentationen in London und Edinburgh.
Ein landesweites Managementteam wurde zusammengestellt, bestehend aus Ingenieuren, Steuerberatern, Juristen, Bankmitarbeitern, Marketingspezialisten und Angehörigen anderer geeigneter Berufe. Diese stellen ehrenamtlich Zeit und Sachverstand zur Verfügung. Der Verein schuf sich den Ruf einer professionellen Organisation. Unterstützung erhielt er von Spezialisten, Experten und Eisenbahnfans aus allen Bereichen des Lebens.
Der Verein wird von einem aus sechs Personen bestehenden Team technischer Berater unterstützt, das aus aktuellen und ehemaligen Eisenbahnmitarbeitern besteht.
Zu den Ehrenmitgliedern des Vereins gehören die Präsidentin Dorothy Mather (Witwe des Konstrukteurs der LNER-Klasse A1 Peppercorn, Mr. Arthur H. Peppercorn) und der Vizepräsident Peter Townend, ehemaliger Leiter des Bahnbetriebswerkes des Bahnhofs Kings Cross in London. Seine Arbeit brachte ihn während der Einsatzzeit der LNER-Klasse A1 Peppercorn in ständigen Kontakt zu den Lokomotiven.
Die 60163 Tornado wurde im Jahr 2008 fertiggestellt und bewegte sich am 31. Juli 2008 erstmals aus eigener Kraft.
Nach dem erfolgreichen Nachbau der „Tornado“ entschloss sich der A1 Steam Locomotive Trust als nächstes Projekt für einen Nachbau der LNER-Klasse P2, der stärksten je gebauten britischen Schnellzugdampflokomotive. Als Tochtergesellschaft wurde hierfür die P2 Steam Locomotive Company (P2SLC) gegründet. Die Kosten werden auf ca. 5 Mio. Pfund Sterling geschätzt. Etwa 70 % der Bauteile der P2 sind mit der A1 identisch, so dass auf die dort gemachten Erfahrungen zurückgegriffen werden kann.
Im Mai 2014 begann der Rahmenbau bei Tata Steel Works in Scunthorpe. Die Bauzeit wird auf ca. sieben Jahre geschätzt. Im März 2015 waren bereits ein Drittel der erforderlichen Finanzmittel eingegangen. Zu Ehren von Charles, Prince of Wales, der den Bau der A1 „Tornado“ unterstützt hat, soll die P2 2007 den Namen „Prince of Wales“ erhalten.

## Lokomotive 60163 Tornado
Der Name Tornado für die 60163 wurde wegen einer Partnerschaft mit der britischen Luftwaffe (Royal Air Force) gewählt, die Kampfflugzeuge vom Typ Panavia Tornado betreibt. Der Name wurde von einem Sponsor gewählt, der die Summe von 50.000 £ gespendet hatte.  Die 60163 Tornado wurde auf historischem Boden in den Hopetown Carriage Works, einer ehemaligen Waggonfabrik der Stockton and Darlington Railway, in Darlington gebaut. Das ehemalige Ausbesserungswerk der LNER in Darlington ist nur wenige hundert Meter davon entfernt.
Die 60163 Tornado ist die erste normalspurige Dampflokomotive, die seit 1960 in Großbritannien gebaut wurde. Abweichend von der ursprünglichen Serie ist die 60163 Tornado fähig, leichtere Züge mit zehn bis elf Reisezugwagen bei höheren Geschwindigkeiten zu befördern. Dadurch kann sich die Lokomotive besser in das moderne Verkehrsgeschehen einfügen. Die Lokomotive kann auf den Hauptstrecken von Network Rail und auf Museumseisenbahnen eingesetzt werden. Das Fahrzeug weist viele Unterschiede zu den Original-Lokomotiven auf. Ursache sind die veränderten Produktionsverfahren und die Berücksichtigung von Verbesserungen, die nach Auffassung des Vereines wahrscheinlich an der relativ neuen Baureihe vorgenommen worden wären. Die 60163 Tornado wurde von der Locomotive Construction Co Ltd. erbaut, einem Tochterunternehmen des A1 Steam Locomotive Trust.
Die Lokomotive wird seit 2009 eingesetzt. Vorher führte sie auf der zweigleisigen Strecke der privaten Museumsbahngesellschaft Great Central Railway (GCR) ihre Abnahmefahrten, Testfahrten mit hoher Geschwindigkeit und Passagierdienste durch.
Die 60163 Tornado bewegte sich im Juli 2008 erstmals mit eigener Kraft und wurde am 19. August 2008 auf der Straße zu der Strecke der Museumsbahngesellschaft Great Central Railway (GCR) in Loughborough transportiert. Seit der Zulassung für Hauptstrecken und einem weiteren Transport auf der Straße wird die Lokomotive seit 2009 vor Sonderzügen auf der Hauptstrecke eingesetzt. Dort soll sie die verbliebenen Verbindlichkeiten des Projekts in Höhe von 800.000 £ wieder hereinholen. Insgesamt kostete das Projekt 3.000.000 £.

### Meilensteine des Tornado-Projektes

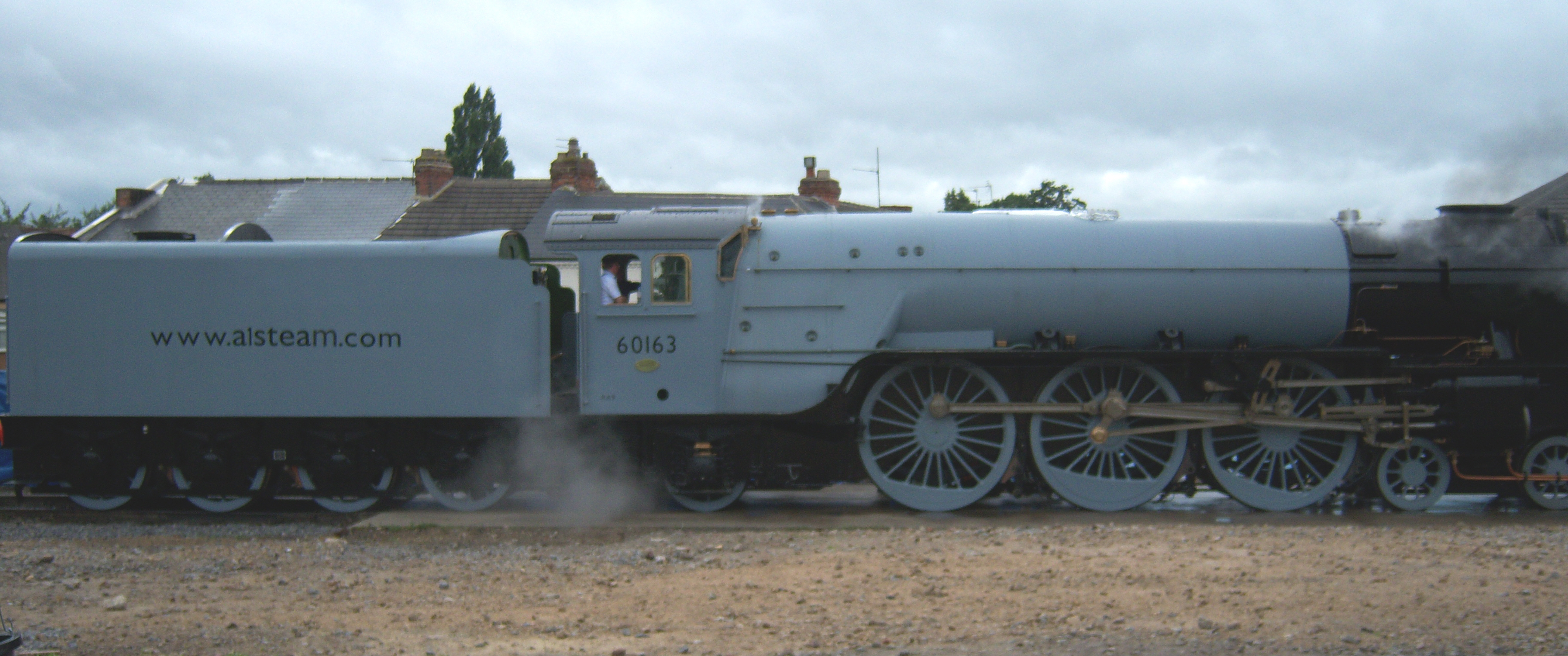
Seitenansicht der Tornado

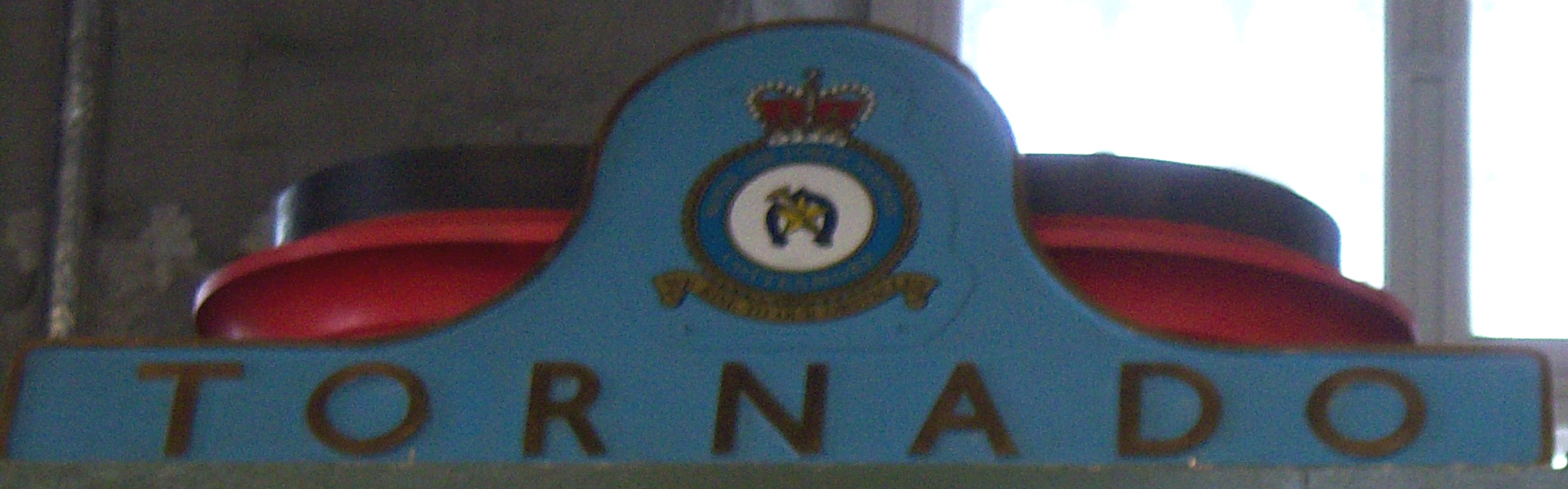
Namensschild der Tornado

- 1990 – Formale Gründung des A1 Steam Locomotive Trust (11. November)
- 1994 – Vorstellung der ersten und letzten Bauteile der Tornado (ein Zapfen des Laufdrehgestells und eine Mutter des Reglers)
- 1994 – Beginn der Bauphase (Walzen der Rahmenbleche in Scunthorpe) am  22. April
- 1995 – Präsentation der Namensschilder der Tornado durch Offiziere der RAF in den Tyseley Locomotive Works während des Festaktes anlässlich der Rahmenlegung (Januar)
- 1995 – Erster Guss eines Rades
- 1996 – Die drei Zylinder der Tornado werden in Tyseley enthüllt (25. Mai)
- 1997 – Der Rahmen von Tornado wird in der Großen Halle des National Railway Museums in York ausgestellt (März)
- 1997 – Enthüllung der Tornado in Hopetown.
- 1999 – Fertigstellung der Rauchkammertür, das symbolische Gesicht der Tornado.
- 2000 – Tornado ist zu mehr als 50 % fertiggestellt (Sommer)
- 2000 – Der Radsatz wird montiert (Herbst)
- 2004 – Der Buchwert der Tornado-Bauteile erreicht 1 Million Pfund.
- 2004 – erste synchrone laufruhige Bewegung der Räder (25. August)
- 2007 – Kessel und Feuerbüchse werden in den Rahmen eingepasst (Juni)
- 2008 – Tornado ist erstmals unter Dampf (Januar)
- 2008 – Fertigstellung des Tenders (Februar)
- 2008 – Tornado bewegt sich erstmals aus eigener Kraft (Juli)
- 2008 – Transport zu der Great Central Railway für Testfahrten mit 60 mph
- 2017 – Rekordfahrt mit 160 km/h
- 2022 – Außerbetriebnahme für Modernisierung, unter anderem Einbau von ETCS
- 2025 – Fahrt mit ETCS

### Konstruktion

#### Zeichnungen

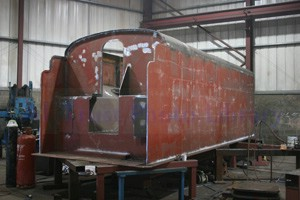
Aufbau des Tenders, 2007

Die ungefähren Abmessungen für die Konstruktion der Tornado wurden durch die Vermessung der LNER Peppercorn Class A2 Blue Peter im National Railway Museum (NRM) festgestellt. Da keine Zeichnungen des generellen Aufbaus einer A1 mehr existierten, wurde eine Zeichnung einer A2 verwendet.
Viele der Originalzeichnungen, die in den Doncaster Works für die A1 Peppercorn Class verwendet wurden, sind im NRM erhalten. Ein Team ehrenamtlicher Mitarbeiter verbrachte im Herbst 1991 drei Tage damit, diese zu sammeln. Die Originale auf Leinen wurden in CAD eingescannt, da die Kopien auf Mikrofilm des NRM nicht für Konstruktionszwecke verwendbar waren. Ungefähr 95 % der Originalzeichnungen wurden gefunden. Bis 1993 waren 1.100 davon eingescannt, bis 2001 weitere 140. Wenige Originale in schlechtem Zustand mussten neu gezeichnet werden.
Ein aktualisiertes Lastenheft wurde benötigt, um die Anforderungen für inzwischen veraltetes Material sowie Anmerkungen zu Zeichnungen, deren Bedeutung nicht festgestellt werden konnte, festzuhalten. Andere Details der Konstruktion wurden durch Gespräche mit Arthur Peppercorns früherem Assistenten J.F. Harrison ermittelt.

#### Technische Besonderheiten des Nachbaus
Die Konstruktion wurde – wo nötig – überarbeitet, um modernere Produktionsmethoden verwenden und auf heutigen Hauptstrecken verkehren zu können. Es wurde jedoch darauf geachtet, den größten Teil der Originalkonstruktion umzusetzen.
Der Neubau 60163 Tornado ist zum Betrieb auf modernen Hauptstrecken mit Druckluftbremsen für die Lokomotive selbst ausgerüstet. Die historischen Loks der Klasse A1 Peppercorn waren mit Dampfbremsen ausgerüstet. Um mit Zügen auf Museumsbahnstrecken verkehren zu können, wurde die 60163 Tornado außerdem mit einer Saugluftbremse ausgerüstet. Die Originallokomotiven waren mit dem zu den Saugluftbremsen der British Rail passenden Automatic Warning System (AWS) ausgerüstet. Die 60163 Tornado benötigt zusätzlich das neue Train Protection and Warning System (TPWS). Außerdem ist die Lok für den Betrieb auf dem Streckennetz von Network Rail (der aktuelle Eigentümer und Betreiber des Schienennetzes in Großbritannien) mit einem Datenrekorder und Bahnfunk ausgerüstet. Die elektrische Anlage der Lokomotive ist wegen der größeren Anzahl der elektrischen Verbraucher leistungsfähiger als die der historischen Vorgänger.
Die 60163 Tornado ist etwas niedriger als die historischen Lokomotiven. Das Führerhausdach, die Sicherheitsventile, der Dampfdom und der Schornstein mussten dem heute geltenden Lichtraumprofil angepasst werden. Die Höhe wurde um 1 Inch (= 2,54 cm) verringert, um den Erfordernissen der Oberleitungsbestimmungen von Network Rail zu entsprechen. Der Dampfdom und die Befestigungen der Sicherheitsventile wurden neu entworfen und das Profil des Führerhauses und des Schornsteines neu festgelegt.
Der Schlepptender der Tornado wurde im Inneren neu konstruiert, um auf die Wasseraufnahme während der Fahrt verzichten zu können. Die Wasserschöpfeinrichtung wurde entfernt, die Wasserkapazität von 5.000 Gallonen (= 22.700 Liter) auf 6.000 Gallonen (= 27.240 Liter) erhöht und die Kohlekapazität von 9 auf 7,3 Tonnen verringert.
Der neue Tender wurde komplett im Schweißverfahren in der Werkstatt von Ian Howitt in Crofton, Yorkshire hergestellt. Dort wurde er mit Speichenrädern ausgerüstet. Diese waren auch an den Tendern von drei historischen A1 Peppercorn vorhanden. Die Achsen, Räder und Radreifen des Tenders wurden zwischen März und Mai 2007 fertiggestellt.
Der Kessel wurde in Deutschland im Dampflokwerk Meiningen der Deutschen Bahn AG (DB) gebaut und am 16. Juli 2006 nach Darlington geliefert. Die Sicherheitsventile des Kessels wurden in der LNER-Klasse A4 Union of South Africa auf der Strecke der Severn Valley Railway erprobt. Beide Pumpen für die Druckluftbremse wurden ebenfalls im Dampflokwerk Meiningen hergestellt und zusammen mit dem Kessel nach Darlington geliefert. Die Kesselverkleidung wurde im Januar 2007 angebracht. Alle Teile des Lokrahmens, die nach der Montage des Kessels nicht mehr zugänglich sind, wurden im Mai 2007 lackiert. Bis Ende Oktober 2006 existierten bereits 80 % der mechanischen Bauteile einschließlich des Materials, das bereits fertiggestellt, aber noch nicht montiert war. Das Auswuchten der Radsätze wurde ab Mai 2007 durchgeführt.

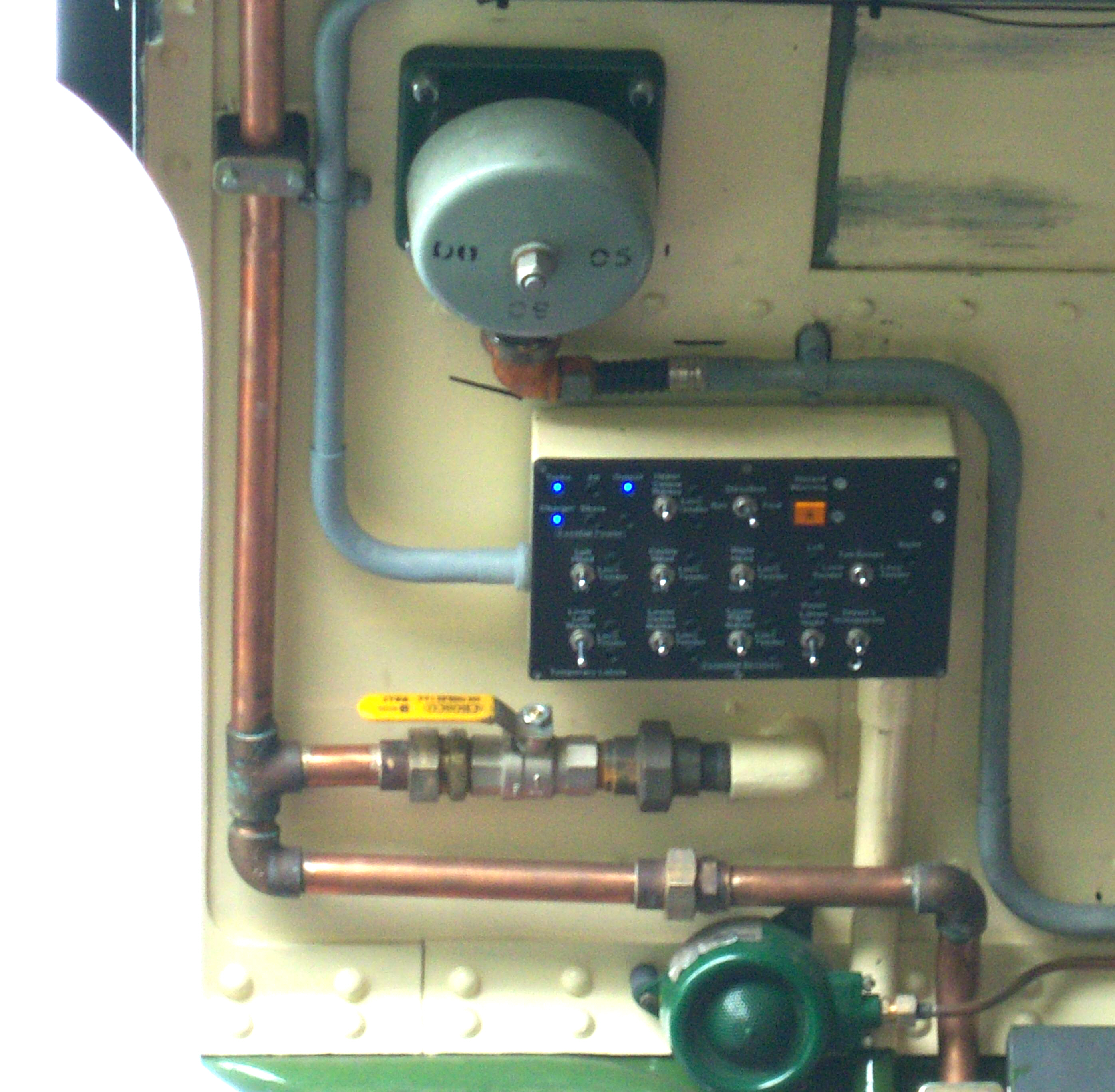
Elektrik im Führerstand

Aus Kosten- und betrieblichen Gründen wurden folgende Änderungen an der Konstruktion vorgenommen:
- Komplett geschweißter Tender (d. h. nicht genietet)[8]
- Feuerbüchse aus Stahl (nicht aus Kupfer)[8]
- Einteiliger Rahmen
- Rollenlager
- Verbessertes vorderes Laufdrehgestell
- Verbesserte Dampfleitung
- Verändertes Verhältnis zwischen Kohle und Wasser im Tender mit erhöhtem Wasseranteil
- Reduzierung des Gesamtgewichts[6]

Außerdem wurden folgende Änderungen an der Konstruktion vorgenommen, um aktuelle Sicherheits- und Betriebsstandards zu erfüllen:
- Stärker ausgelegte elektrische Ausrüstung
- Primäre Druckluftbremsen (statt Dampfbremsen)[6]
- Vakuum-Bremsen[6] (für die Waggons der Museumseisenbahnen)
- Verringerung der Höhe um 1 Inch (= 2,54 cm)[8] (wegen Oberleitungsvorschriften)[8]
- Automatic Warning System (AWS),
- Train Protection & Warning System (TPWS).
- Datenrekorder und Bahnfunk

Durch die Fortschritte bei der Herstellung konnte der Lokrahmen elektronisch aus einem Stück Stahl geschnitten werden. Bei der Original-A1 wurde der Rahmen aus zwei Teilen hergestellt und zusammengenietet. Vermutlich handelt es sich um den Lokrahmen mit den geringsten Fertigungstoleranzen, der jemals hergestellt wurde.

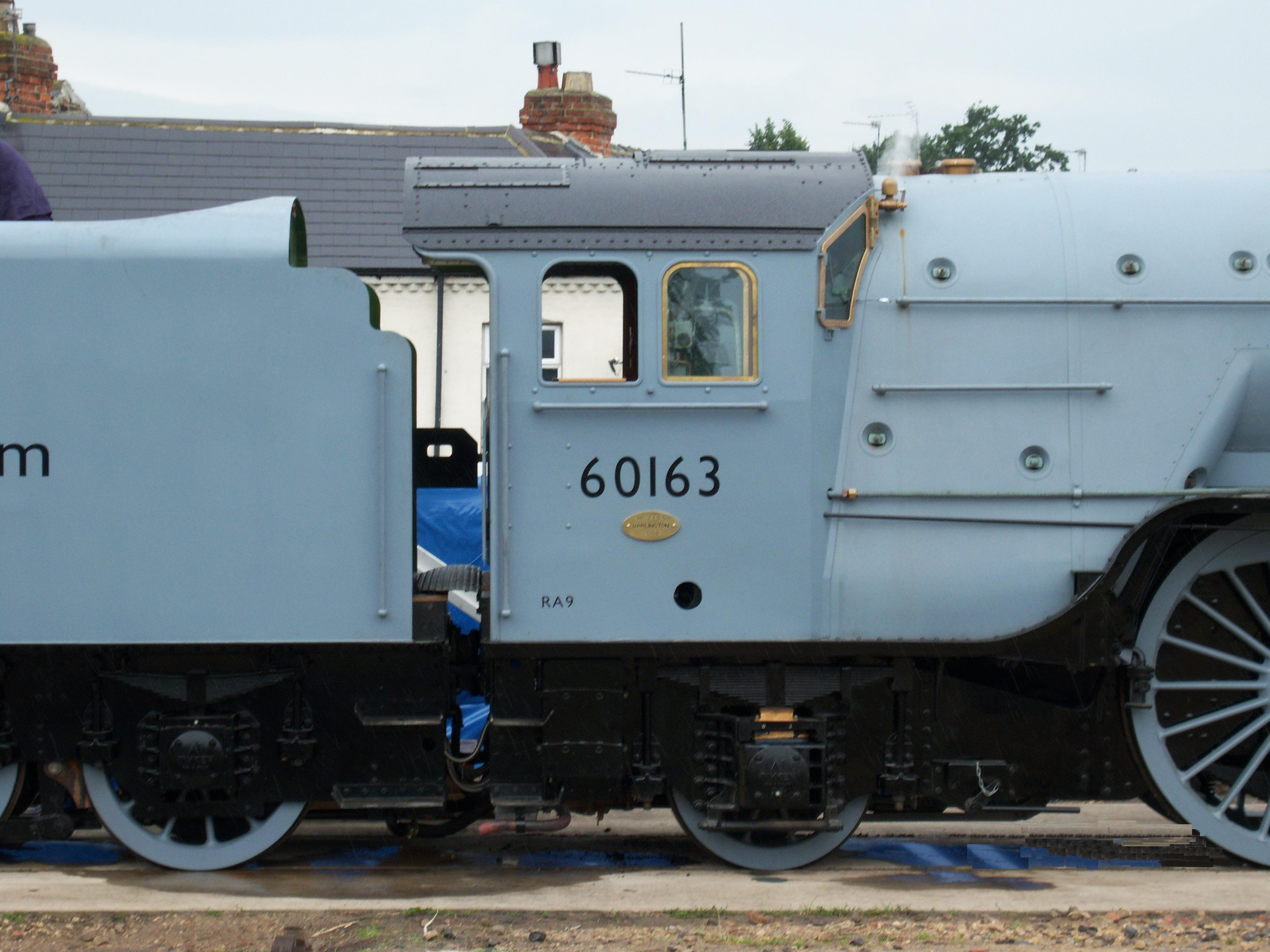
Hintere Laufachse

Trotz der höheren Kosten wurden Rollenlager verwendet. Dies war ein Ergebnis der Zuverlässigkeit, die sie bei Versuchen mit den Original-A1 gezeigt hatten. Sie führten jedoch 2003 zu einem unvorhergesehenen Problem mit den Konstruktionsänderungen. Die Versuche waren zwar für den Tender dokumentiert, jedoch nicht für die hintere Laufachse der Lokomotive.

#### Tender
1991 wurde ein genieteter Tender nach Doncaster-Bauart bevorzugt, wie er bei den in Doncaster gebauten A1 verwendet wurde. Der Ersatztender der LNER-Klasse A3 4472 Flying Scotsman wurde erworben, aber später unbenutzt zurückgegeben. Die Tornado blieb dadurch eine komplett neu gefertigte Lokomotive. 2002 wurde entschieden, dass ein glatter komplett geschweißter Tender für eine in Darlington gebaute A1 angemessen sei und Bau und Wartung vereinfachen würde. 2003 wurde entschieden, ein zweiter Tender für die Tornado sei nicht notwendig. Der Tender sollte Speichenräder wie vorher bereits mindestens drei historische LNER Peppercorn A1 erhalten.

#### Kessel

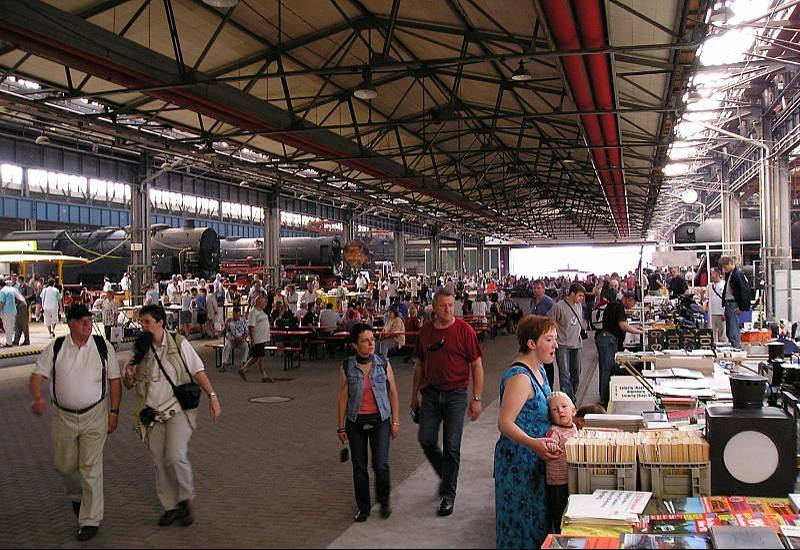
Dampflokwerk Meiningen, 2005

Die Überlegungen zum Kessel begannen Ende 1998. Seit den 1960er-Jahren wurde kein Regelspur-Kessel in Großbritannien mehr gebaut, jedenfalls nicht für eine derart große Lokomotive. Der Kessel basiert auf der Original-LNER-Diagram-118-Konstruktion, berücksichtigt aber zusätzlich aktuelle Sicherheitsstandards. Der Trust konnte keinen geeigneten britischen Lieferanten finden, der die nötige Erfahrung in der Konstruktion und Herstellung besaß. Dies führte zu mehreren Konstruktionsänderungen des Kessels durch den Trust. Dazu gehörten die kostensparenden geschweißten Konstruktionen der Feuerbüchse und des Kessels im Vergleich zu genieteten Varianten, die Verwendung von Stahl statt Kupfer für die Feuerbüchse und die Reduzierung der Bauhöhe, um die Bestimmungen für den Betrieb auf elektrifizierten Strecken zu erfüllen.
Anfang 2002 wurde die Deutsche Bahn AG als Eigentümer des Dampflokwerks Meiningen als Lieferant gewählt. Dort war das nötige Know-how vorhanden, da bei der Deutschen Reichsbahn bis Mitte der 1980er-Jahre Dampfbetrieb durchgeführt wurde und weiterhin 70 % der Arbeiten im Dampfloksektor ausgeführt werden. Außerdem sind dort noch die nötigen Walzmaschinen vorhanden. Aus finanziellen Gründen konnte der Trust den Auftrag erst Januar 2005 erteilen. Am 16. Juli 2006 wurde der Kessel nach seiner Verschiffung in Darlington angeliefert und von einem 200-Tonnen-Kran abgeladen. Die Bauzeit betrug lediglich neun Monate.

### Der Bau
Die originalen Werke der LNER in Doncaster und Darlington arbeiteten weitgehend autark. In Großbritannien existiert kein vergleichbares Lokomotivwerk mehr. Im Gegensatz dazu musste für den Bau der Tornado auf eine große Anzahl von Zulieferern an verschiedenen Orten zurückgegriffen werden. Für den Bau von Komponenten wie den Zylindern waren mehrere Lieferanten nötig. Im Frühling 1992 wurde angekündigt, dass der Trust die Tornado in Großbritannien zu bauen beabsichtige. Zuvor waren verschiedene Länder wie z. B. Polen im Gespräch. Allerdings war es nötig, verschiedene Teile im Ausland fertigen zu lassen.

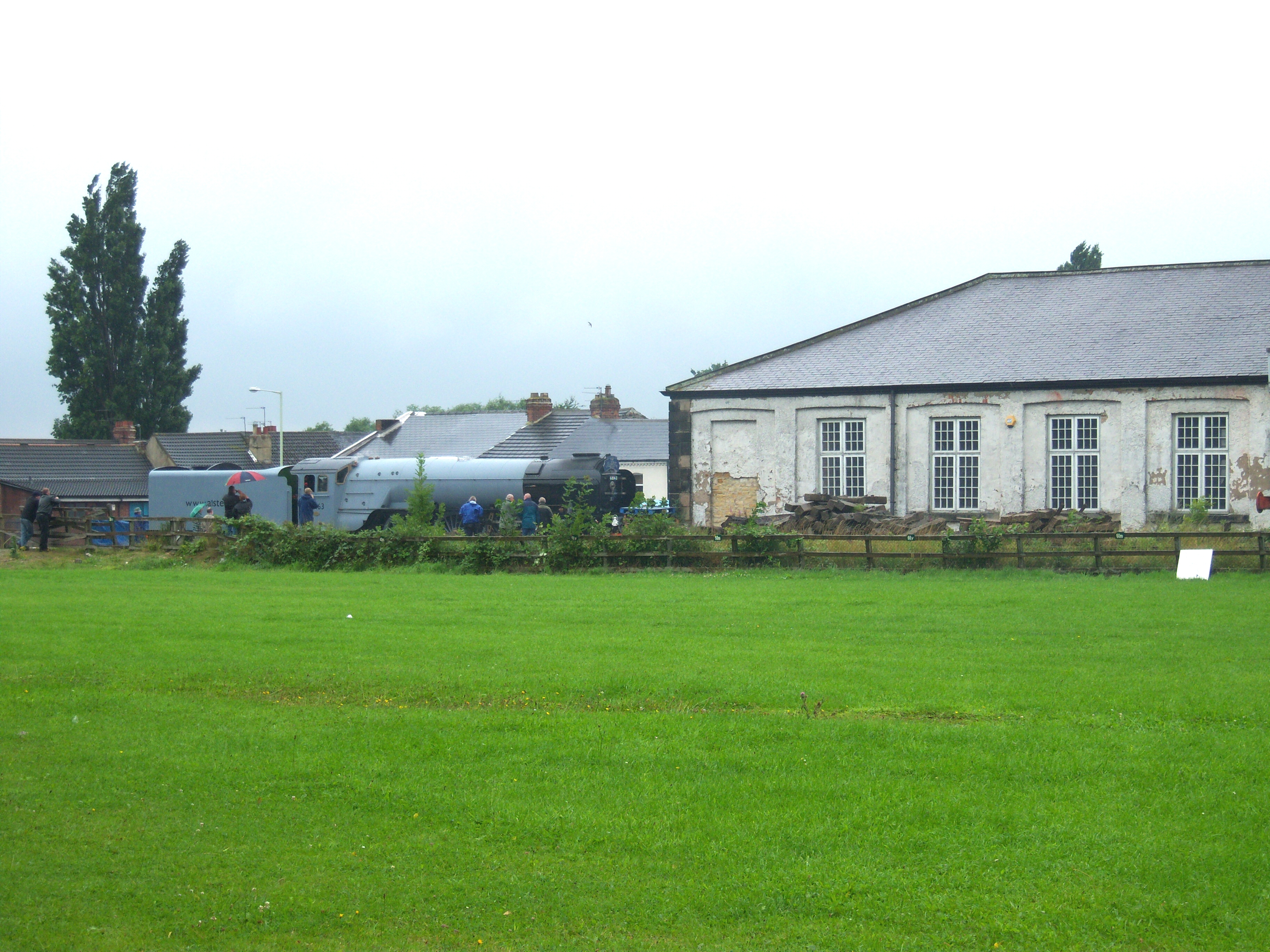
Tornado auf dem Außengelände der Hopetown Carriage Works

Der Hauptteil der Montagearbeiten fand in den Darlington Locomotive Works des A1 Trusts statt. Diese befinden sich in den Hopetown Carriage Works in Darlington, nur einen Steinwurf weit von den Darlington Works entfernt. Eine erste Absprache mit dem Gemeinderat von Doncaster scheiterte. Deshalb wurde beschlossen, den Bau in den Tyseley Locomotive Works zu beginnen. Dort fand am 5. Januar 1995 der Festakt anlässlich des Baubeginns der Rahmen statt.
Die Antriebskomponenten kosteten 150.000 £, wovon 50.000 £ auf das Schmieden und 100.000 £ auf die maschinelle Bearbeitung entfielen. Die Fertigstellung dauerte drei Jahre. Die Herstellung des ersten Radsatzes in Großbritannien seit 1960 dauerte fünf Jahre. Neun Zulieferer waren an der Herstellung beteiligt, die trotz großzügiger Sponsoren 100.000 £ kostete.

#### 1995–2000
Die eigentliche Konstruktion und der Bau begannen im Jahr 1994 mit dem Guss der Zylinder und Räder sowie dem Bau des Führerhauses, bevor die Hopetown Carriage Works eröffnet wurden. Außerdem wurde bis Oktober 1996 der Lokrahmen in den Tyseley Locomotive Works in Birmingham fertiggestellt.
Im März 1997 wurde Tornado als kompletter Rahmen und Innenzylinder in der Großen Halle des NRM in York für mehrere Wochen ausgestellt. Der Transport von Tyseley wurde mit einem Güterwagen der EWS durchgeführt. Danach kehrte die Lok bis zur Fertigstellung der Hopetown Carriage Works nach Tyseley zurück.
Die verschiedenen Bauteile der Tornado wurden nach der Eröffnung der Hopetown Carriage Works im Jahr 1997 an einem Ort zusammengebracht. Bei der Eröffnungsveranstaltung war die unverhüllte Lokomotive, die jetzt aus dem Lokrahmen, den drei Zylindern und den Führerhaus bestand, zu sehen.
Im Frühling 1998 begann der Bau der Rauchkammer und die Montage der Radreifen. 1999 begannen die Schmiedearbeiten an den Treibstangen. Die ersten Teile wurden im Januar 2000 angeliefert.

#### 2000–2005

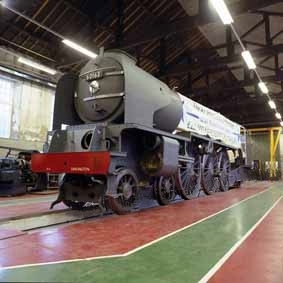
Tornado wartet im Jahr 2002 auf einen Kessel

Bis September 1999 war das letzte Rad auf die Radsätze montiert, das im Juli 2000 nach Hopetown geliefert wurde. Im Januar 2000 wurde das vordere Laufdrehgestell montiert. Mit der Anpassung dieser Teile konnte der Rahmen auf den Radsatz montiert werden. Ende des Jahres 2000 fehlten auf den ersten Blick nur noch Tender und Kessel.
Im neuen Jahrtausend ging die Montage der Antriebsstangen weiter, wobei sich das Augenmerk auf die Konstruktion des Kessels richtete. Ein Spendenaufruf über 250.000 £ wurde für dieses wichtige Bauteil gestartet.
Die Lok war im Oktober 2002 ein rollendes Fahrgestell. Der erste synchrone Lauf des Antriebs und der Räder wurde im August 2004 durchgeführt.

#### 2005 bis heute
Ab dem 16. Oktober 2005 wurde der Kessel in Deutschland konstruiert und termingerecht am 16. Juli 2006 geliefert. Bis Juli 2007 war der Innenausbau der Tornado komplett. Der Kessel konnte mit einem 100-Tonnen-Kran auf den Rahmen gesetzt werden. Der komplexe Guss des Überhitzers begann 2007.
Wegen Raumproblemen in Hopetown wurden der Rahmen und der Aufbau des Tenders außerhalb gebaut. Der Aufbau wurde in Darlington gefertigt. Der Rahmen und der Radsatz des Tenders wurden im Dezember 2007 vereinigt. Der Tank wurde im Februar 2008 montiert.

### Zulassung

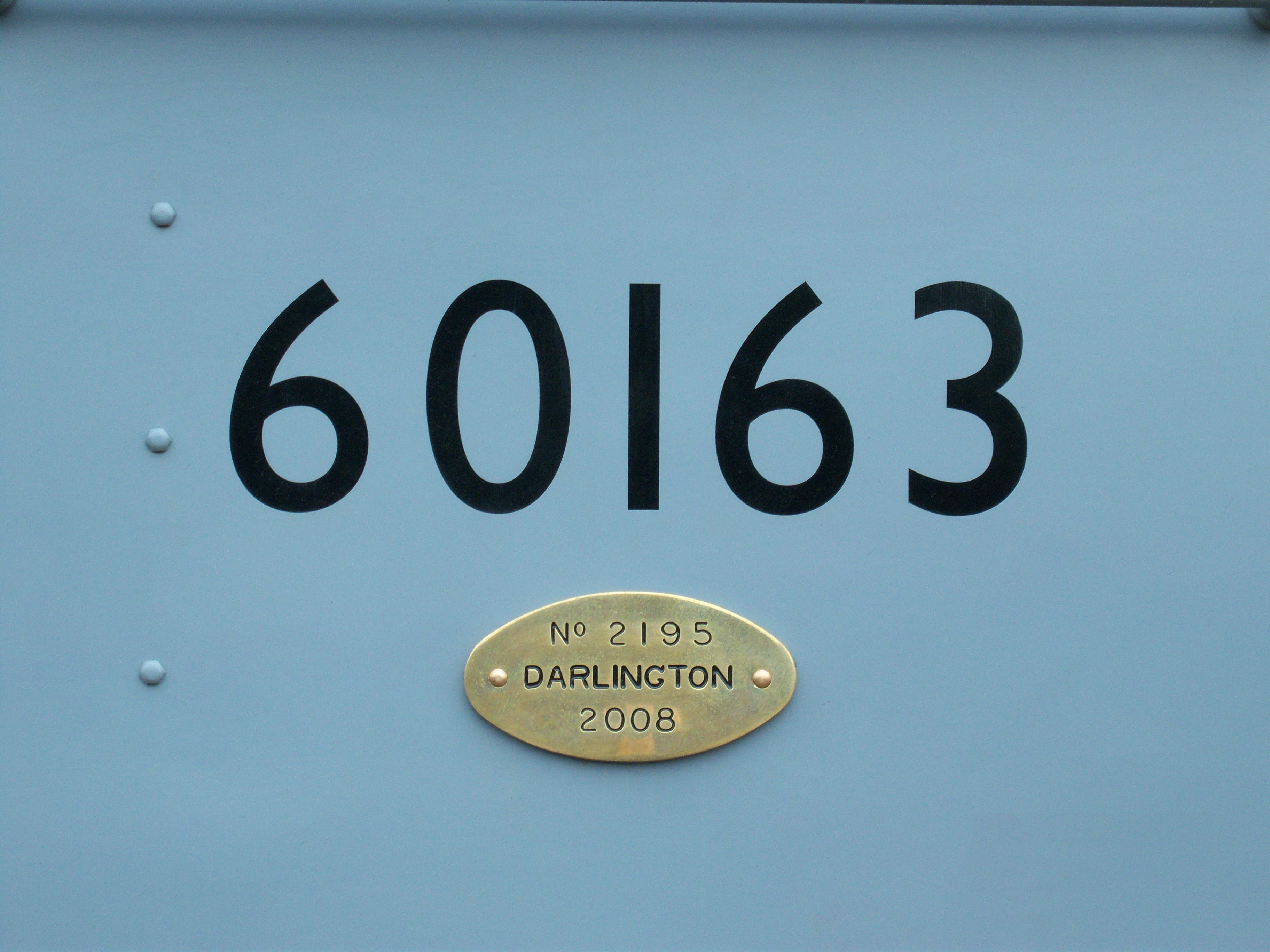
"No. 2195 Darlington 2008"

Für eine neu gebaute Lokomotive ist die Zulassung erheblich aufwändiger als für eine restaurierte historische Lok. Dazu war eine Zusammenarbeit mit Railtrack, Her Majesty's Railway Inspectorate (HMRI) und Vehicle Acceptance Body (VAB) nötig. Die Herkunft aller Konstruktionsunterlagen musste dokumentiert werden. Jeder Aspekt der Herstellung musste aufgezeichnet werden. Nach der Montage wurde eine technische Akte und ein Notified Body-Zertifikat auf die Fertigstellung der Herstellung und die Durchsicht der Wartungsabläufe ausgestellt.
Die Tornado muss die European Railway Interoperability and Safety Directive von 2006 erfüllen, was durch die Übereinstimmung mit den National Notified Technical Rules (ehemalige Railway Group Standards) erreicht wird. Die Tornado ist wie viele Dampflokomotiven für Hauptstrecken von Teilen der Bestimmungen ausgenommen, wozu die Pflicht einer gelben Signalfläche im Stirnbereich oder Knautschzonen gehört.
In Zusammenarbeit mit Network Rail wurde eine Strategie für das Vorgehen vereinbart. Die Freigabe für den Betrieb wurde vom Office of Rail Regulation (ORR) erteilt. Dies geschah in zwei Stufen. Die erste Stufe war die Freigabe unter den Railway and Other Transport Systems regulations für den Verkehr auf der GCR und anderen Museumsbahnen. Die zweite Stufe war die Freigabe als interoperable locomotive für den Verkehr auf dem Streckennetz der britischen Hauptstrecken.

### Inbetriebnahme und Testfahrten

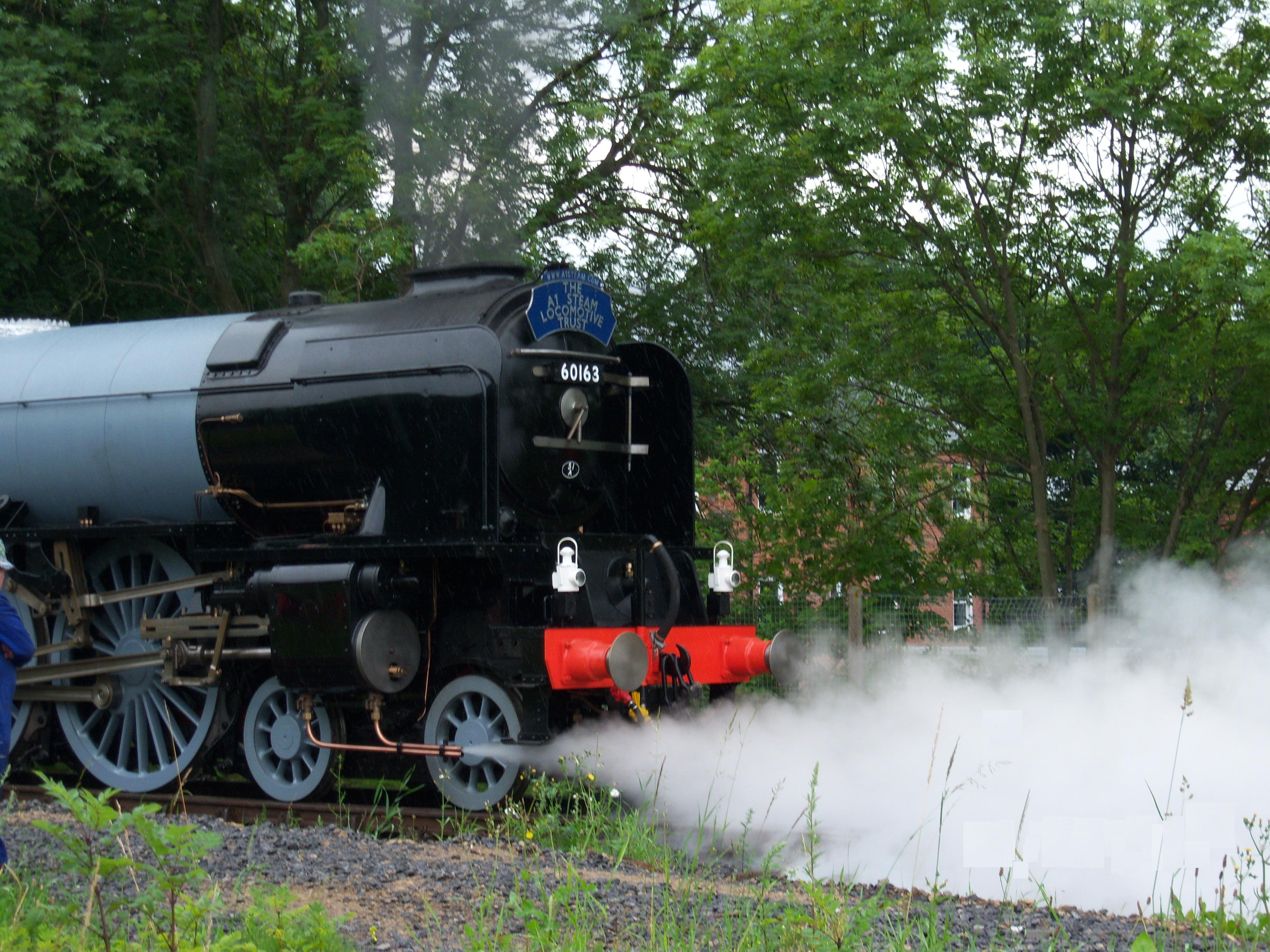
Tornado auf der Teststrecke in Hopetown, 8. August 2008

Für die Einstellung der Ventile und des Antriebs wurde eine Computersimulation verwendet. Die Sicherheitsventile wurden an der LNER-Klasse A4 Union of South Africa auf der Severn Valley Railway erprobt, bevor sie an das Dampflokwerk Meiningen zur Montage an den Kessel geliefert wurden.
Am 10. Juli 2006 bestand der Kessel die Druckprüfung beim Hersteller mit 1,5-fachem Arbeitsdruck. Am 11. Januar 2008 bestand der Kessel seinen ersten Dampftest mit einem Druck bis 260 psi. Der Versuchsleiter bezeichnete ihn als einen sehr schnellen Kessel, gut geeignet für den Einsatz auf Hauptstrecken.
Tests mit langsamer Geschwindigkeit wurden mit der Lok am 30. Juli 2008 zuerst auf eigens verlegten Gleisen auf dem Gelände von Hopetown durchgeführt. Die offizielle Inbetriebnahme fand am 2. und 3. August 2008 statt.
Von Hopetown wurde die Tornado zur Strecke der Great Central Railway transportiert, um dort mehrere Monate lang Zulassungsfahrten, Hochgeschwindigkeitstests und Passagierfahrten bis zum Winter 2008 zu absolvieren. Die Lok wurde danach in Derby gewogen und für Fahrten auf Hauptstrecken – vom National Railway Museum in York aus – zugelassen. Im NRM wurde die Tornado auch lackiert. Danach kehrte sie wieder auf die Strecke der Great Central Railway zurück.
Die Tests wurden bis zum Anbringen des ersten vollständigen Anstrichs mit einem umrandeten Schornstein durchgeführt. Danach wurde die Tornado mit einem authentischen randlosen Schornstein ausgerüstet.
Am 1. August 2008 fuhr die Lok zum ersten Mal aus eigener Kraft unter Dampf. Unter der Beobachtung einer neugierigen Menge und der Nachrichtenmedien bewegte sie sich vorwärts und rückwärts auf dem Versuchsgleis der Darlington Locomotive Works. Dorothy Mather, die Witwe des Konstrukteurs der historischen A1 Arthur Peppercorn, befand sich im Führerstand und eröffnete offiziell die Versuche für den Dampfbetrieb mit der neuen A1.
Die Lok wurde von Prinz Charles und seiner Frau Camilla getauft.
Mit einem Zug bestehend aus 11 Waggons – vergleichbar mit dem Einsatzspektrum der historischen A1 – erreichte die Tornado bei Zulassungsfahrten zeitweilig die nötige Geschwindigkeit für Hauptstrecken. Die theoretische Höchstgeschwindigkeit der Tornado liegt bei 100 mph (= 161 km/h), die Höchstgeschwindigkeit wird jedoch im normalen Betrieb auf 90 mph (= 144,8 km/h) begrenzt.

### Einsatz
Seit der Zulassung für Hauptstrecken wird die Lokomotive seit 2009 vor Sonderzügen auf Hauptstrecken eingesetzt. Dort soll sie auch die verbliebenen Verbindlichkeiten des Projekts wieder hereinholen. Insgesamt kostete das Projekt 3.000.000 £. Die Lok sollte bis zur nötigen Neuzulassung des Kessels nach 10 Jahren Einsatz ununterbrochen auf Hauptstrecken in Betrieb sein.
Im April 2009 fuhr die Tornado im „Gear Race to the North“ der englischen Fernsehsendung Top Gear in einem Rennen gegen einen Jaguar XK 120 und ein Motorrad vom Typ Vincent Black Shadow von London nach Edinburgh. Jeremy Clarkson, einer der Moderatoren der Sendung, fuhr dabei im Führerstand der Tornado mit.
Inzwischen zeigte sich, dass größere Reparaturen an der Feuerbüchse der Lokomotive notwendig sind. Der Umfang der Arbeiten war größer als noch während der Planung der für den Winter 2010/2011 vorgesehenen Wartung angenommen wurde. Bei den Arbeiten mussten mehrere hundert Stehbolzen ersetzt und mehrere Risse beseitigt werden. Der genaue Umfang der Arbeiten wurde von den Technikern des A1 Steam Locomotive Trust mit dem Dampflokwerk der Deutschen Bahn in Meiningen vereinbart. Bei den insgesamt 2000 Stehbolzen wurden nur bei einer kleinen Anzahl Schäden entdeckt. Um weitere ungeplante Arbeiten während der Fahrsaison 2011 zu vermeiden, wurde jedoch eine größere Anzahl ersetzt. In der ersten Januar-Hälfte 2011 wurde der Kessel im National Railway Museum in York vom Lokrahmen getrennt und auf der Straße und mit der Fähre in das Dampflokwerk Meiningen nach Deutschland transportiert. Der Hersteller hat nach Ansicht des Trusts die besten Kenntnisse über einen Kessel und eine Feuerbüchse dieser Bauart und die Ressourcen um die Reparaturen rechtzeitig durchführen zu können. Der Vorsitzende des Trusts beabsichtigte, die Lokomotive bis Ende April 2011 wieder einsatzfähig für den Betrieb auf Hauptstrecken zu bekommen. Im Mai 2011 wurden mit der Lokomotive dann tatsächlich Testfahrten durchgeführt und im Juni 2011 wurde sie wieder für den Betrieb auf Hauptstrecken zugelassen.
Im Februar 2017 wurde sie als erste Dampflok nach 50 Jahren wieder im fahrplanmäßigen Betrieb für 12 Fahrten auf der Bahnstrecke Settle–Carlisle zwischen Appleby und Skipton eingesetzt.

#### Lackierungen
Die Tornado wurde in einer grauen Grundierung bis zum Abschluss aller Versuchsarbeiten getestet. Dies diente zur Vorsorge, um nach den Tests die Kesselverkleidung nicht wieder abbauen zu müssen. Die erste Komplettlackierung wurde in der Farbe der LNER für Passagier-Expresszüge Apple Green mit der Aufschrift 'BRITISH RAILWAYS' auf dem Tender durchgeführt. Innerhalb der ersten zehn Jahre der Kesseluntersuchungsfrist ist geplant, die Lok auch in BR blue (vor 1957) und BR Brunswick Green (nach 1957) zu lackieren.

## Finanzierung

### Spendenaktion

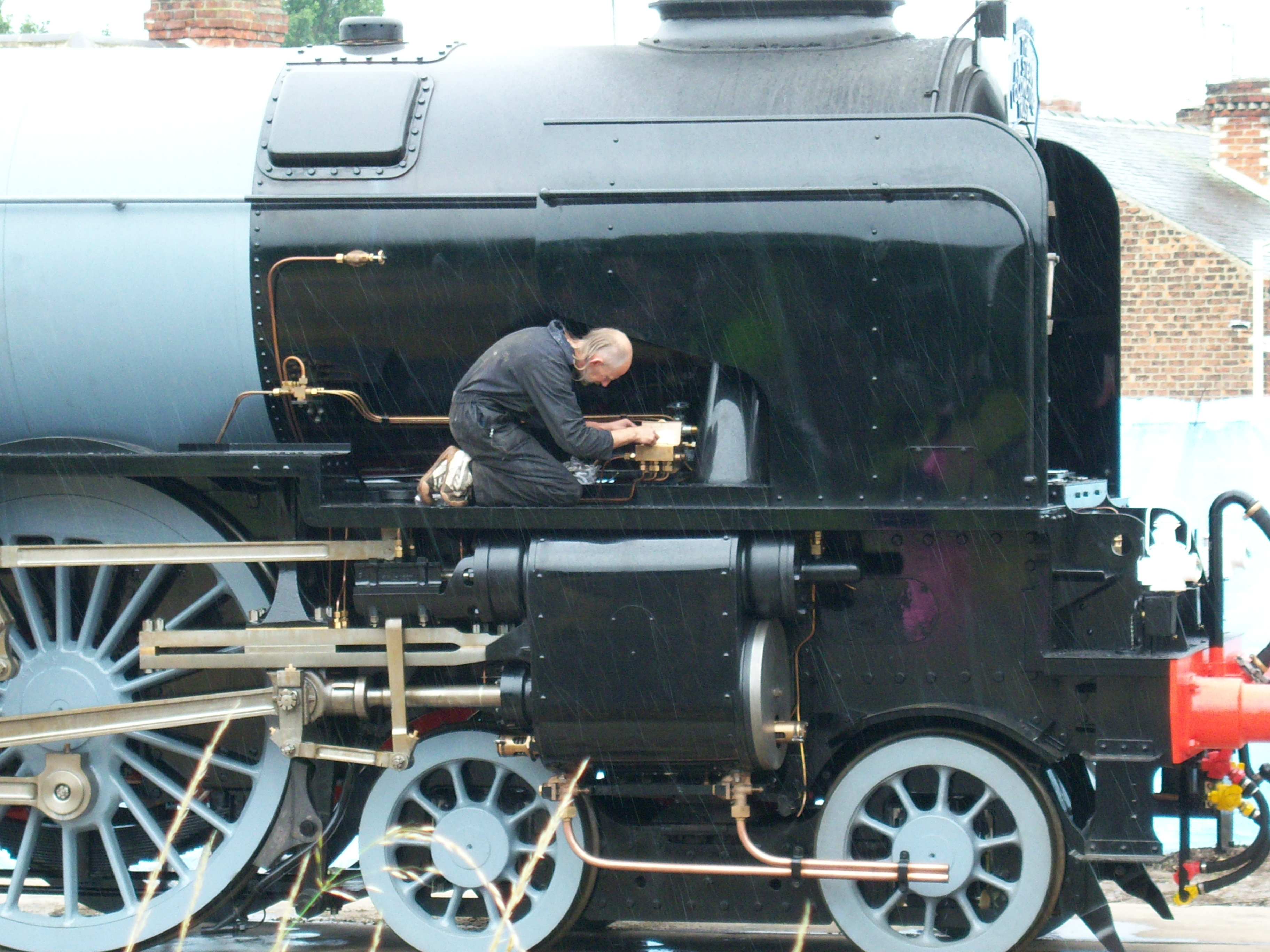
Ein freiwilliger Mitarbeiter des Projekts bereitet Tornado für den Betrieb vor

Der Trust verwendete seit dem Start des Projektes im Jahr 1990 Spendenurkunden, die unter dem Slogan 'build a main line loco for the price of a pint of beer a week!' (etwa: "Bau einer hauptstreckenfähigen Lokomotive zum Preis eines halben Liters Bier die Woche!") vermarktet wurden. Spender können eine besondere A1-Trust-Krawatte tragen und zahlen einen festen Betrag pro Monat per Dauerauftrag. Dafür werden sie in der Ehrenrolle erwähnt, werden bei Veranstaltungen und Besichtigungen bevorzugt und bekommen die regelmäßigen Veröffentlichungen des Trusts sowie das Recht, an den jährlichen Tagungen teilzunehmen.
Im September 1996 wurde das Konzept der Förderer ins Leben gerufen. Inzwischen wurde es in gewidmete Spenden umbenannt. Es handelt sich um einmalige Zahlungen in Höhe von 25 bis 25.000 £, um ein bestimmtes Bauteil zu sponsern. Wie normale Spender bekommen die Förderer Anerkennung und eine Konstruktionszeichnung des Bauteils, das sie finanziert haben.
Im Oktober 1999 wurde ein Spendenaufruf in Höhe von 250.000 £ für den Kessel gestartet, um aus dem Rahmen mit Rädern, Rauchkammer und Führerhaus eine komplett aussehende Lokomotive zu machen. Als die Tornado im Herbst 2000 nach der „Hochzeit“ von Rahmen und Radsätzen allmählich wie eine Lokomotive aussah, brachen die Ergebnisse der Spendenaktionen alle Rekorde. Hundert neue Förderer konnten in zwei Monaten gewonnen werden. Bis 2005 konnte der Trust ein Spendenaufkommen von 1.500.000 £ verzeichnen.
Die Fertigstellung des Kessels konnte durch eine halbe Million Pfund erreicht werden, die durch die Ausgabe von Anteilsscheinen eingenommen werden konnten. Nach der Sicherung der Finanzierung des Kessels ermöglichte eine Einzelspende in Höhe von 200.000 £ den Baubeginn des Tenders.
Bis Mai 2008 wurden 2.500.000 £ gespendet. Dennoch wuchs die Lücke zur Gesamtsumme von 3.000.000 £, die zur Fertigstellung der Lok nötig ist, an. Der Wirtschaftsboom in China führte zu höheren Rohstoffkosten. Die steigenden Zulassungskosten machten einen erneuten Spendenaufruf nötig, um die Zulassung für Hauptstrecken bis September 2008 zu erreichen.

### Das Sponsoring

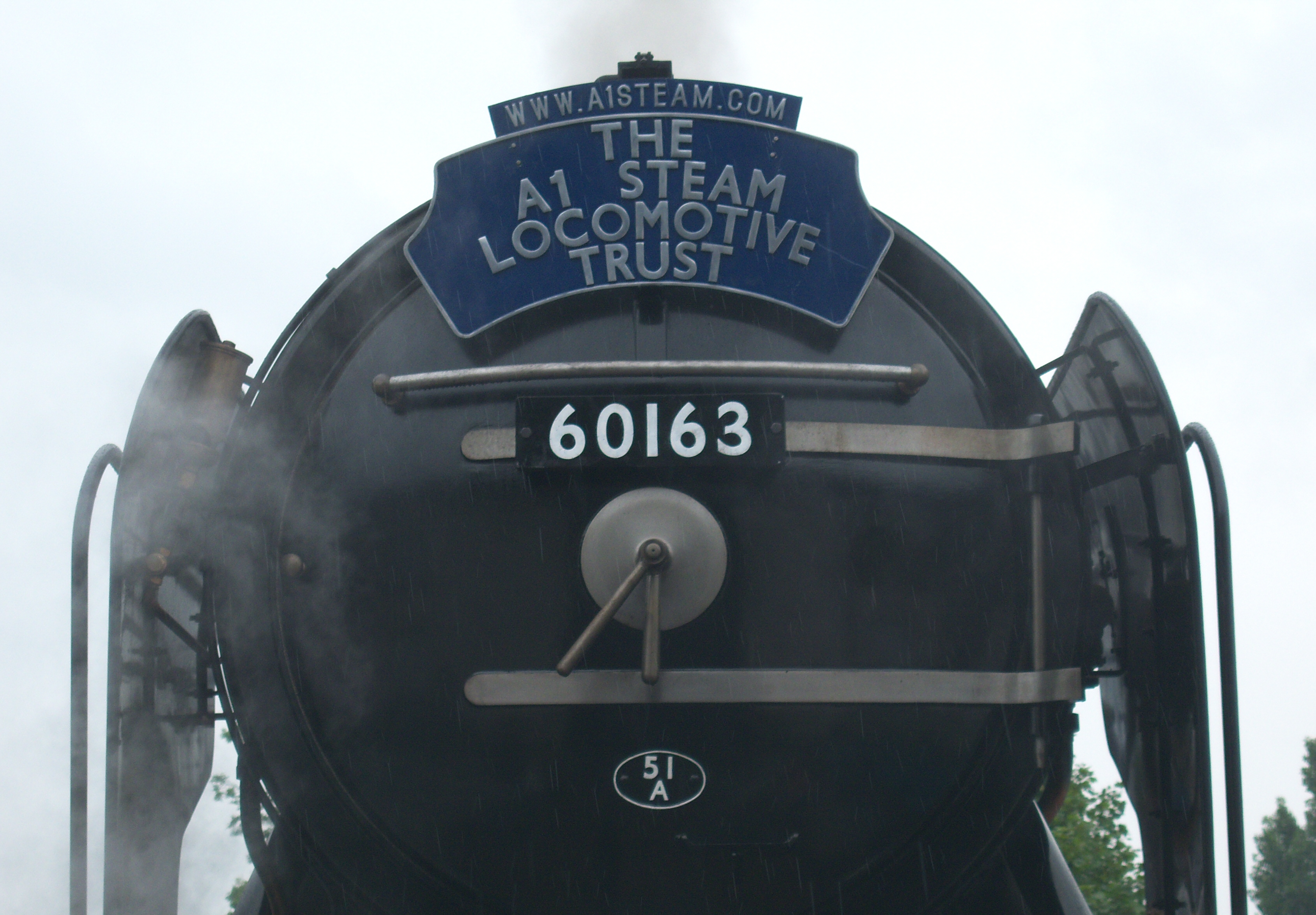
Die A1 Trust Kopftafel. „51 A“ war der Code für den Lokschuppen in Darlington

1994 konnte der Trust seinen ersten Hauptsponsor gewinnen, einen großen Stahlhersteller. 1997 wurde der damalige Betreiber der East Coast mainline, die Bahngesellschaft Great North Eastern Railway (GNER), zu einem Sponsor und stattete den Bahnhof in Darlington für eine Veranstaltung aus. Außerdem bot die GNER freie Reisen für die Mitarbeiter des Trusts an. Im Frühling 1998 konnte Rolls-Royce als Unterstützer gewonnen werden. Der Hauptsponsor des Trusts ist die Metallgießerei, welche die Antriebsräder zu „sehr vorteilhaften Bedingungen“ gegossen hatte. Später half das Unternehmen bei allen Rädern und fast allen anderen Stahlgussarbeiten. Der Tender wurde von William Cook cast products gesponsert.
Nennenswerte Einsparungen konnten durch Sponsoring der Industrie erzielt werden. 1998 lagen die Kosten auf der Höhe von 40 % der normalen Kosten. Einige Bauteile wie z. B. die Rauchkammertür wurden kostenlos gefertigt.